# پرواز شماره ۵۰۲ لوفت‌هانزا
پرواز شماره ۵۰۲ لوفت‌هانزا (به انگلیسی: Lufthansa Flight 502) یک پرواز لوفت‌هانزا از داکار، سنگال به مقصد نهایی ریو دو ژانیرو بود که در آن ۲۹ مسافر و ۱۰ خدمه حضور داشتند، در تاریخ ۱۱ ژانویه ۱۹۵۹ در ریو دو ژانیرو دچار سانحه شد و ۳۶ نفر جان باختند.